# Сурмины (род)
Сурмины — древний дворянский род.

## История
Род мелких вотчинников Сурминых известен в Московском великом княжестве с XV века. Разные представители рода в XV—XVI веках были на службе митрополитов Московских, а также дмитровских князей. В числе их первых владений — деревня (временами село) Сурмино под Звенигородом, а также одноимённая деревня под Дмитровом. Под 1504 годом в звенигородском Сурмино упоминается владелец — митрополичий дворецкий Фёдор Фёдорович Сурмин, к середине XVI века село отходит во владение Боровского Пафнутьева монастыря.
Сурмины служили в числе детей боярских. В 1619 и 1620 годах верстаны были поместными окладами. Род Сурминых был включён в VI часть дворянской родословной книги Московской губернии (древнее дворянство).
Среди представителей рода — костромской дворянин Иван Михайлович Сурмин (XVII в. — ум. 1729), служивший при Патриаршем приказе, владелец села Копнинского, богатый купец и коннозаводчик, чья единственная дочь Марфа (до 1718—1745) вышла замуж первым несчастливым браком за князя Юрия Юрьевича Долгорукова, а вторым — за Р. И. Воронцова. К той же костромской ветви принадлежала, вероятно, линия владельцев усадьбы Антипино на реке Соть, пресёкшаяся в начале XIX века на подпоручике Василии Ивановиче Сурмине.
Помещики Сурмины также отмечены в XVIII веке в Керенском уезде.

## Описание герба
Щит, разделенный перпендикулярно надвое, имеет черное и красное поля, в коих изображены четыре серебряные шпаги и на остроконечиях оных шпаг посередине щита соединенных, находится золотая восьмиугольная звезда. Щит увенчан дворянским шлемом и короною со страусовыми перьями и с золотым на них крестом. Намет на щите красного и черного цвета, подложенный серебром.